# 6630 Skepticus
6630 Skepticus este un asteroid din centura principală de asteroizi.

## Descriere
6630 Skepticus este un asteroid din centura principală de asteroizi. A fost descoperit pe 15 noiembrie 1982 la Stația Anderson Mesa de Edward L. G. Bowell. El prezintă o orbită caracterizată de o semiaxă mare de 2,23 ua, o excentricitate de 0,20 și o înclinație de 6,1° în raport cu ecliptica.